# موزه مصرشناسی برلین

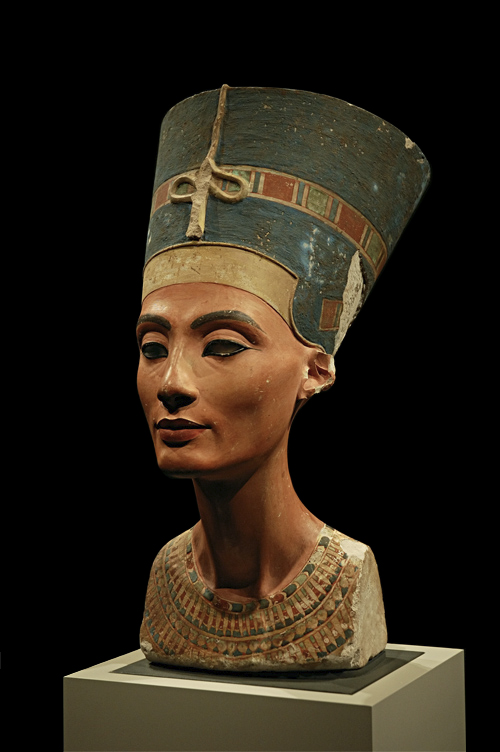
تندیس بالاتنه نفرتیتی در موزه مصرشناسی برلین.

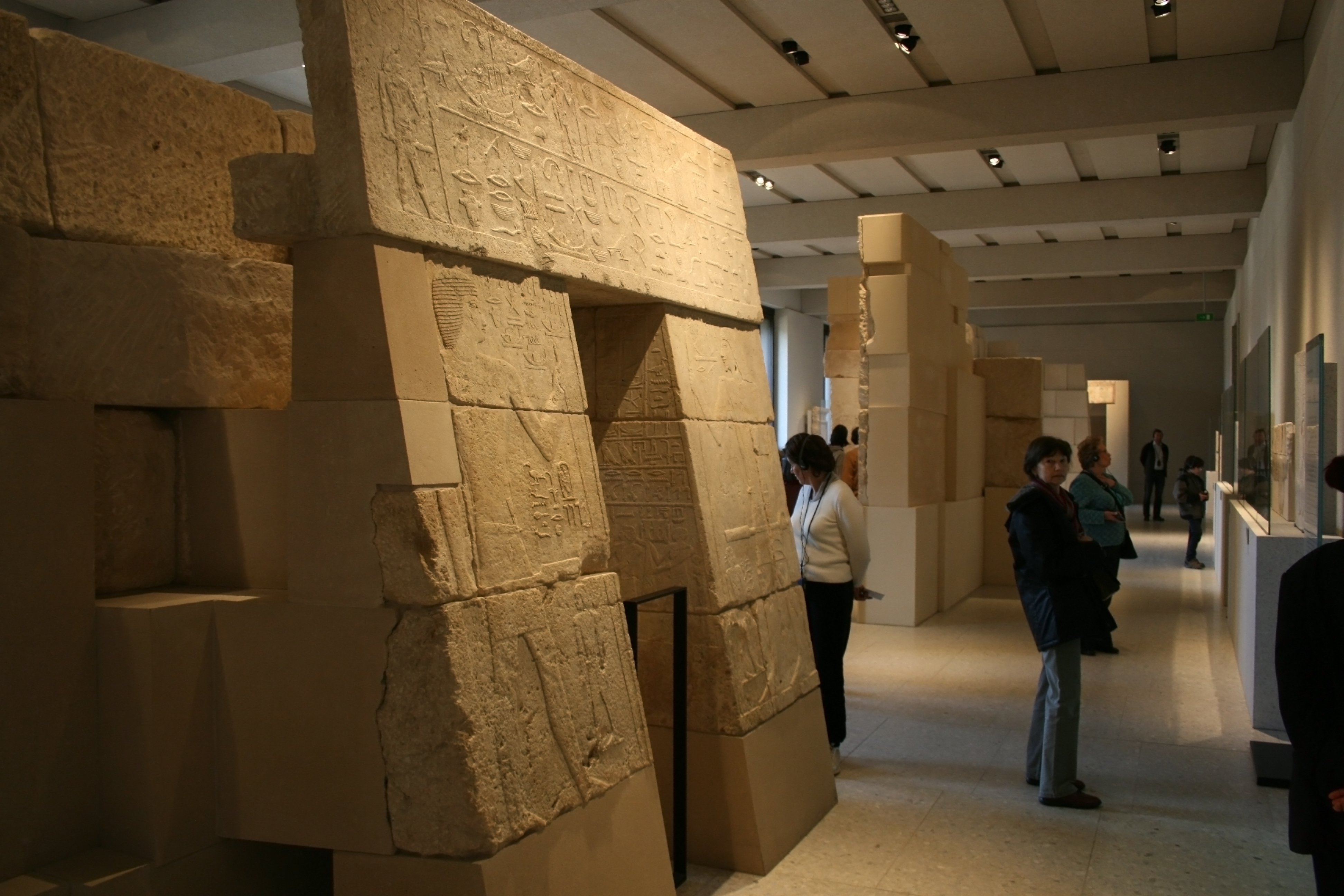
دیوارهای مصر باستان در موزه مصرشناسی برلین.

موزه مصرشناسی برلین (به آلمانی: Ägyptisches Museum und Papyrussammlung) یکی از غنی‌ترین موزه‌های مصرشناسی و آثار مربوط به مصر باستان است که در شهر برلین، پایتخت کشور آلمان واقع شده است. 
تندیس نفرتیتی، همسر آمن هوتپ چهارم و ملکه مصر باستان، که معروف‌ترین تندیس مربوط به مصر باستان است، در موزه مصرشناسی برلین نگاه‌داری می‌شود. لودویگ بورشارت، مصرشناس مشهور آلمانی در حفاری‌های سال ۱۹۱۲ میلادی، تندیس نفرتیتی، ملکه مصر باستان را کشف کرد و آن را به آلمان فرستاد.